# 亚达瓦兰油田

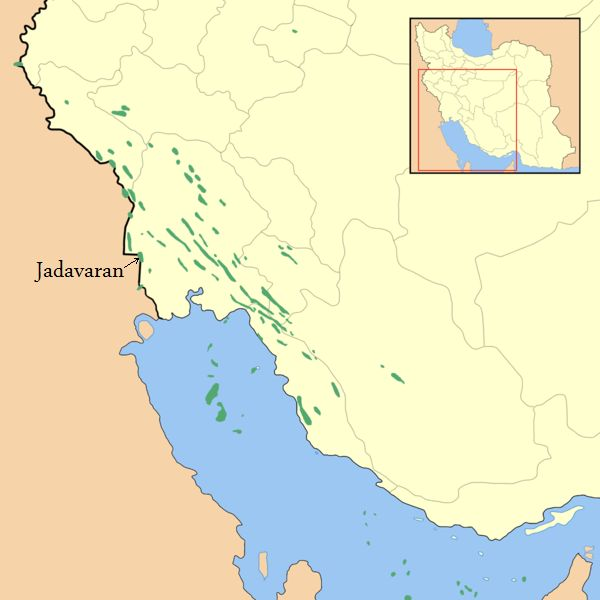
亚达瓦兰油田所在位置

亚达瓦兰油田（英語：Yadavaran Field），又称雅达瓦兰油田（英語：Jadavaran Field），是伊朗南部胡齐斯坦省的一个大型油田。目前中石化取得该油田51%的权益。

## 概述
伊朗科学家分别于2000年和2002年发现库什科（Koushk）和侯塞尼雅（Hosseinie）油田，并最终发现两油田的领域实际上是相连的，并重新命名此油田为亚达瓦兰油田。位于省会阿瓦士以西，紧邻伊朗和伊拉克边界，面积675平方公里。最初估计该油田储量可达170亿桶（2.7立方公里）石油，其中30亿桶（0.5立方公里）被视为可开采资源。
2004年10月29日，伊朗与中石化谈判，并在北京达成了一项700亿美元的谅解备忘录，时任伊朗石油部部长毕扬·赞格内与中国国家发展和改革委员会主任马凯签订备忘录。伊朗原则上同意中石化以回购方式参与亚达瓦兰油田的开发，中石化将占该项目51%的股份，印度国营石油天然气公司将占有29%的股份，余下的股权则归伊朗政府所有。作为协议的一部分，中国同意每年从伊朗购买1000万公吨液化天然气，为期25年；此外，中石化负责开发亚达瓦兰油田。2005年12月17日，中国石化与伊朗石油部在德黑兰就伊朗亚达瓦兰油田开发和油气能源进口协议举行谈判。
2007年12月10日，中石化宣布，伊朗国家石油公司与中石化最终签署了亚达瓦兰油田开发协议，中国投资1000亿美元，用于购买伊朗的石油和天然气，以及亚达瓦兰油田51%的股权（伊朗国家石油公司持有剩余的股份）。根据合同规定，生产能力将达到180,000 bbl/d（29,000 m3/d）。在第三阶段，预计该油田的生产能力将达到300,000 bbl/d（48,000 m3/d）。在中国承包商16个月的开发之后，该油田的初期产量达到为16,000 bbl/d（2,500 m3/d）。2017年10月23日报道，伊朗石油工程开发公司的哈迪·纳扎尔布尔表示，亚达瓦兰油田一期，自2016年11月份开始产油以来，产量总计已突破1亿桶。

## 相关
- 伊朗天然气储藏（英语：Natural gas reserves in Iran）
- 伊朗国家石油公司
- 北方-南帕斯天然气田
- 高山气田（英语：Golshan Gas Field）
- 费尔多西气田（英语：Ferdowsi Gas Field）